# Северный Юм
Северный Юм — река в России, протекает по Юрлинскому району Пермского края. Устье реки находится в 59 км от устья реки Юм по левому берегу. Длина реки составляет 16 км.

## Данные водного реестра
По данным государственного водного реестра России относится к Камскому бассейновому округу.
Водохозяйственный участок реки — Кама от истока до водомерного поста у села Бондюг.
Речной подбассейн реки — бассейны притоков Камы до впадения Белой.
Речной бассейн реки — Кама.
Код объекта в государственном водном реестре — 10010100112111100002454.